# Sonate K. 424
La sonate K. 424 (F.370/L.289) en sol majeur est une œuvre pour clavier du compositeur italien Domenico Scarlatti.

## Présentation
La sonate K. 424 en sol majeur est notée Allegro. Elle est rythmiquement animée d'une cellule  entendue dès la première mesure, qui relance perpétuellement le mouvement de la pièce.

## Manuscrits
Le manuscrit principal est le numéro 7 du volume X (Ms. 9781) de Venise (1755, Ms. 9781), copié pour Maria Barbara ; les autres sources manuscrites étant Parme XII 14 (Ms. A. G. 31417), Münster II 31 (Sant Hs 3965). Une copie figure dans le manuscrit Ayerbe de Madrid (E-Mc, ms. 3-1408, no 17) et à Lisbonne ms. FCR/194.1 (no 52).

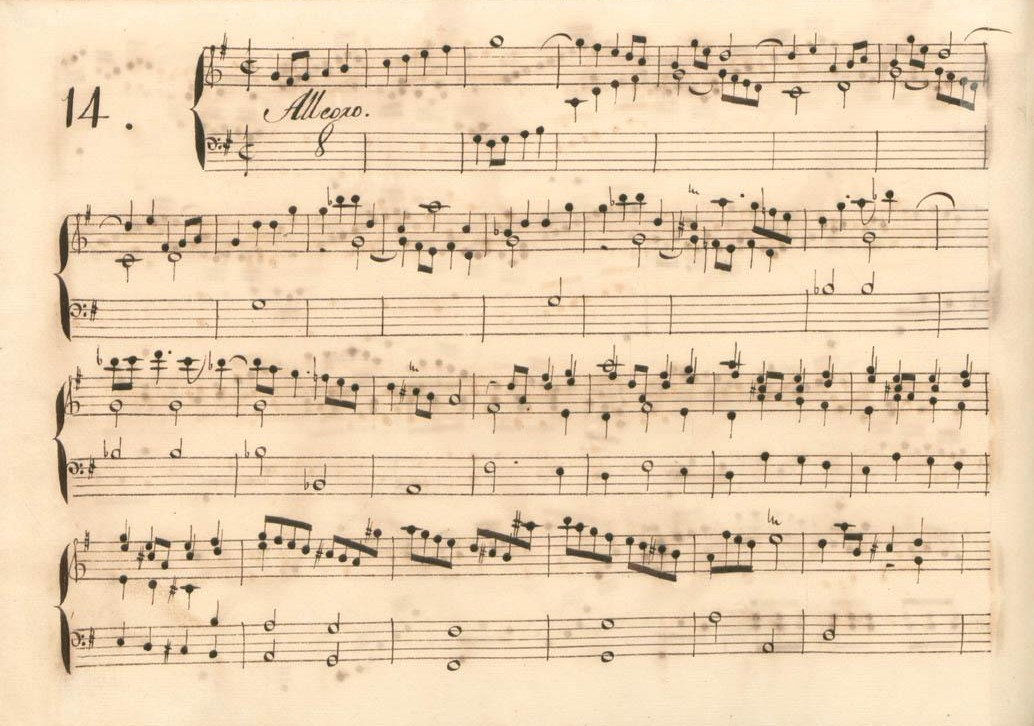
Parme XII 14.
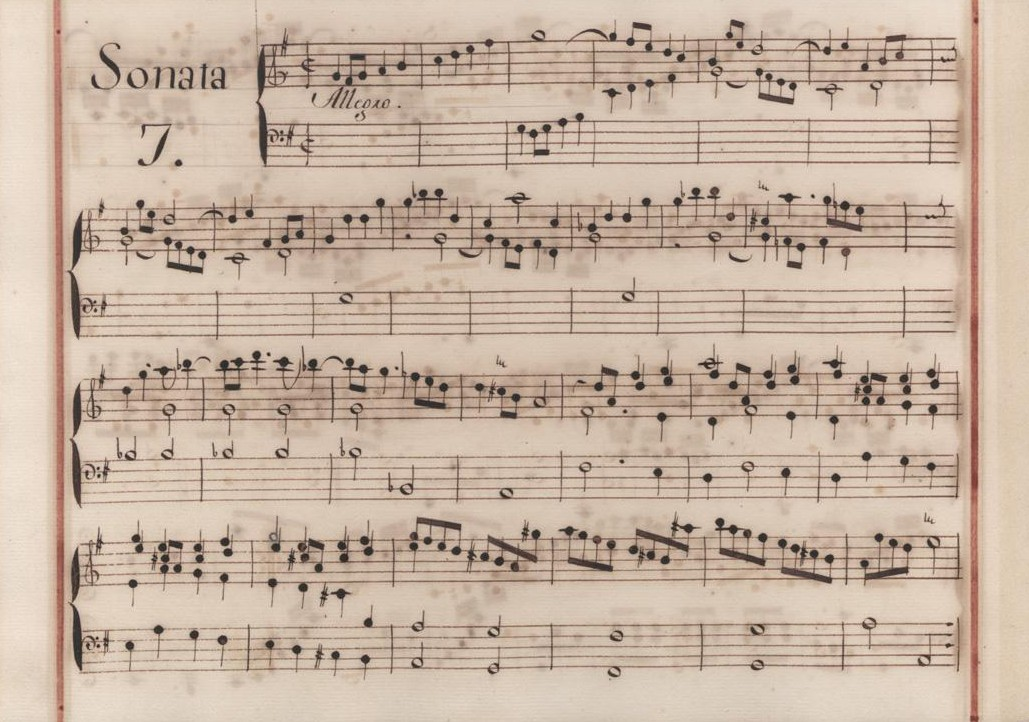
Venise X 7.
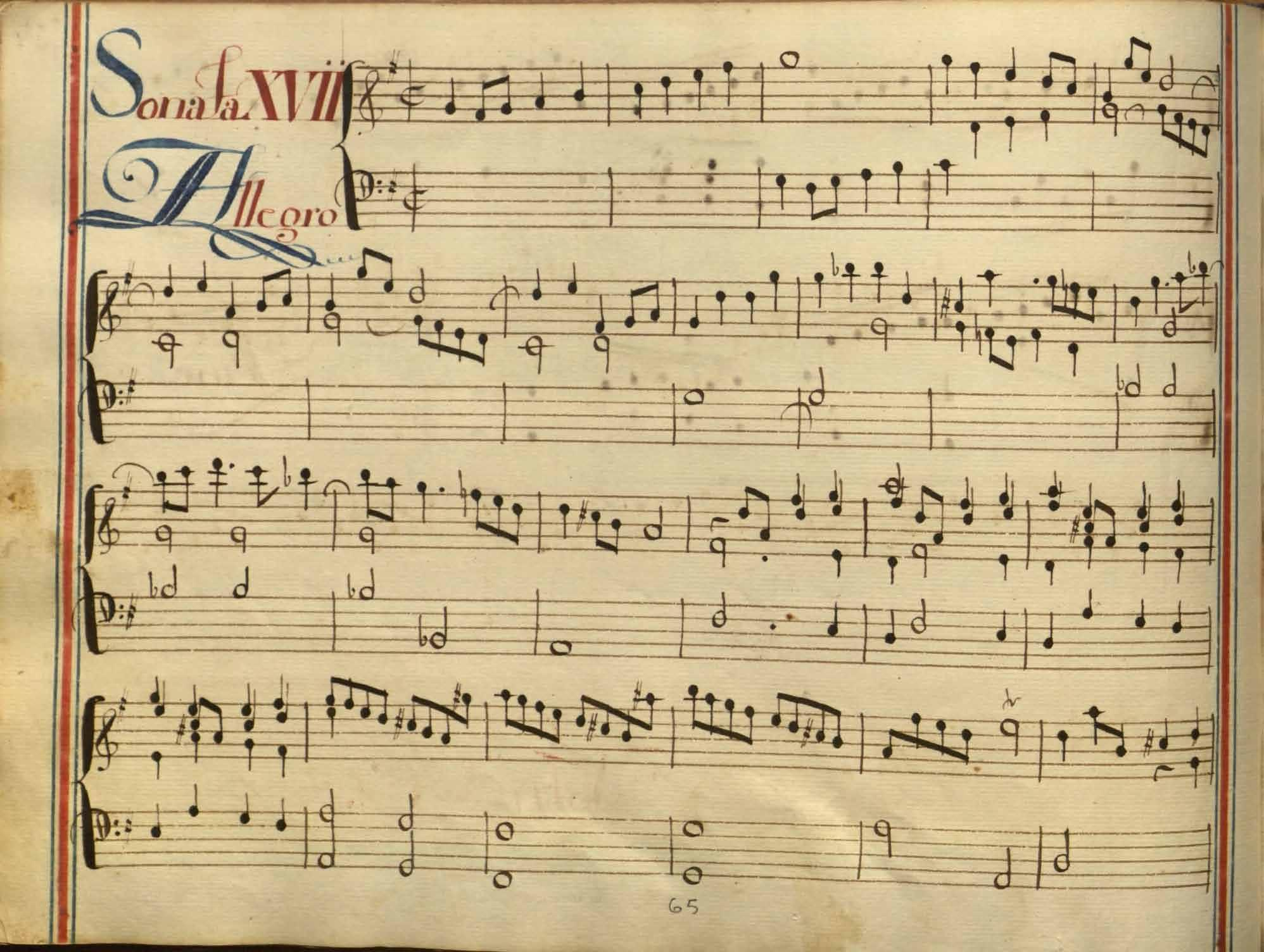
Madrid, 17.

## Interprètes
La sonate K. 424 est interprétée au piano notamment par Carlo Grante (2013, Music & Arts, vol. 5) et Alon Goldstein (2018, Naxos, vol. 24) ; au clavecin par Scott Ross (1985, Erato), Richard Lester (2003, Nimbus, vol. 4) et Pieter-Jan Belder (Brilliant Classics).

## Sources
: document utilisé comme source pour la rédaction de cet article.
- Ralph Kirkpatrick (trad. de l'anglais par Dennis Collins), Domenico Scarlatti, Paris, Lattès, coll. « Musique et Musiciens », 1982 (1re éd. 1953 (en)), 493 p. (OCLC 954954205, BNF 34689181).
- Alain de Chambure, « Domenico Scarlatti : Intégrale des sonates — Scott Ross », p. 221, Erato (2564-62092-2), 1985 (OCLC 891183737) .
- (es) Laura Cuervo Calvo, « El manuscrito Ayerbe : una fuente española de las sonatas de Domenico Scarlatti de mediados del siglo XVIII », Ad Parnassum, Ut Orpheus Edizioni, vol. 13, no 25,‎ avril 2015, p. 1–26 (ISSN 1722-3954, OCLC 1006521868, lire en ligne).
- (es) Celestino Yáñez Navarro (thèse), Nuevas aportaciones para el estudio de las sonatas de Domenico Scarlatti. Los manuscritos del Archivo de Música de las Catedrales de Zaragoza, Université autonome de Barcelone, 2016 (lire en ligne)